# Parzenica (model popular)

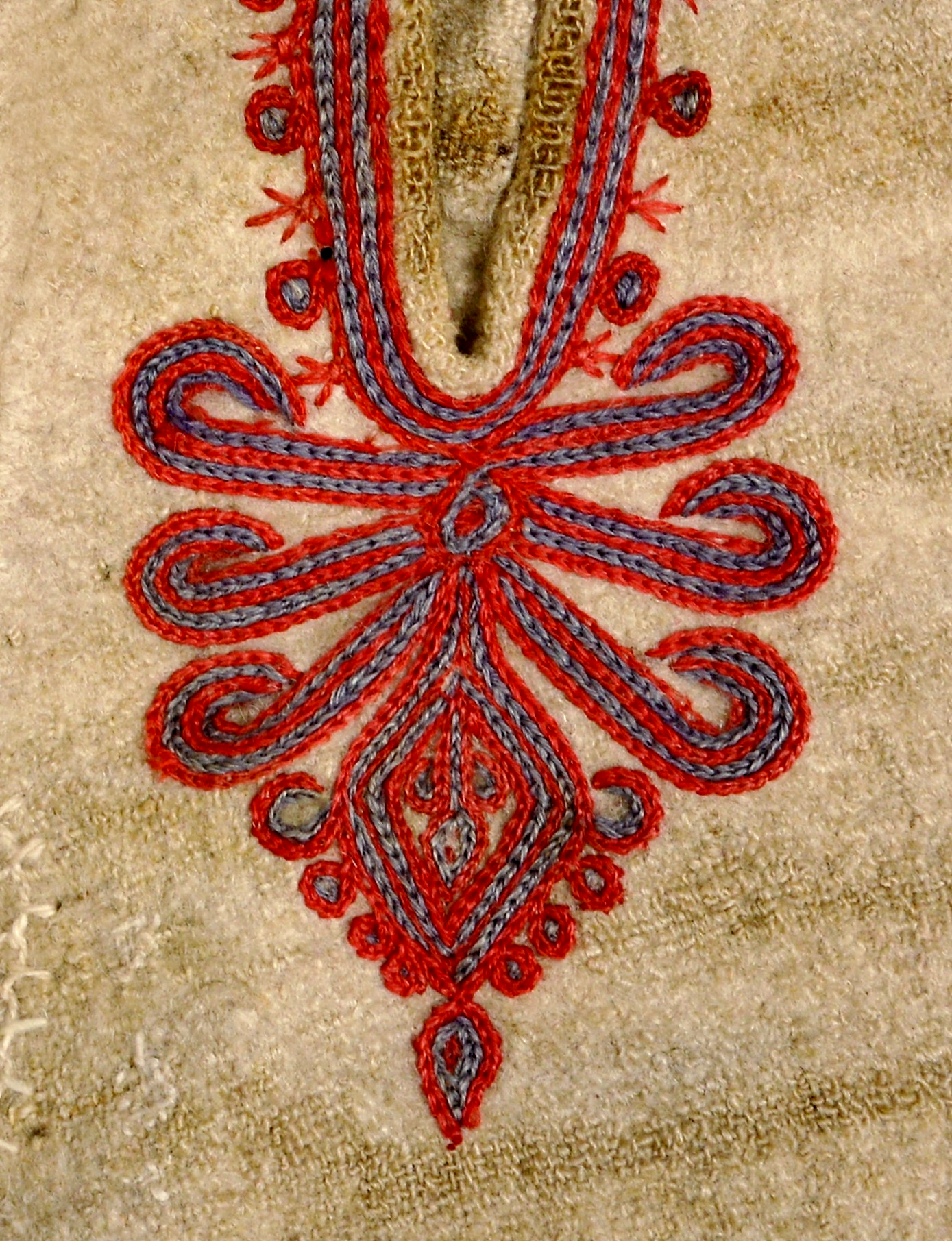
Broderie Parzenica pe o pereche de pantaloni bărbătești din secolul al XIX-lea, Podhale. Colecția Muzeului Tatra din Zakopane.

Parzenica este un model în formă de inimă al unui obiect tradițional creat manual, caracteristic artei decorative a muntenilor polonezi, adesea găsit brodat pe partea lateral superioară din față a pantalonilor bărbătești.

## Istorie
Acest motiv decorativ caracteristic are probabil originea în Ungaria. De la începutul secolului al XX-lea, a devenit una dintre cele mai recunoscute modele decorative în regiunea Podhale.
Originea termenului este neclar, fiind posibil legat de vechile verbe poloneze parznąć și parznić, însemnând a murdări un obiect. Inițial, numele era de asemenea folosit pentru a descrie diferite alte obiecte populare din viața de zi cu zi a goralilor, inclusiv forme de lemn utilizate în producția de brânză și motive în formă de inimă folosite pentru a sculpta în lemn. Originea în sine a modelului este, de asemenea, neclară. Unii autori consideră că acesta a fost importat din Ungaria. În a doua jumătate a secolului al XIX-lea, primele modele parzenica făcute în Tatra au fost simple bucle de fire, folosite pentru consolidarea croielilor de pe fața pantalonilor din pânză. Astfel de bucle împiedicau țesătura din lână să se uzeze. Cu timpul, meșterii locali, au adoptat firele de culoare bleumarin sau roșu și au adăugat bucle suplimentare pentru a crea un design ornamental, mai degrabă decât o simplă buclă. Cu timpul, designul aplicat a fost înlocuit cu broderie și s-au adăugat mai multe culori.

## Descriere

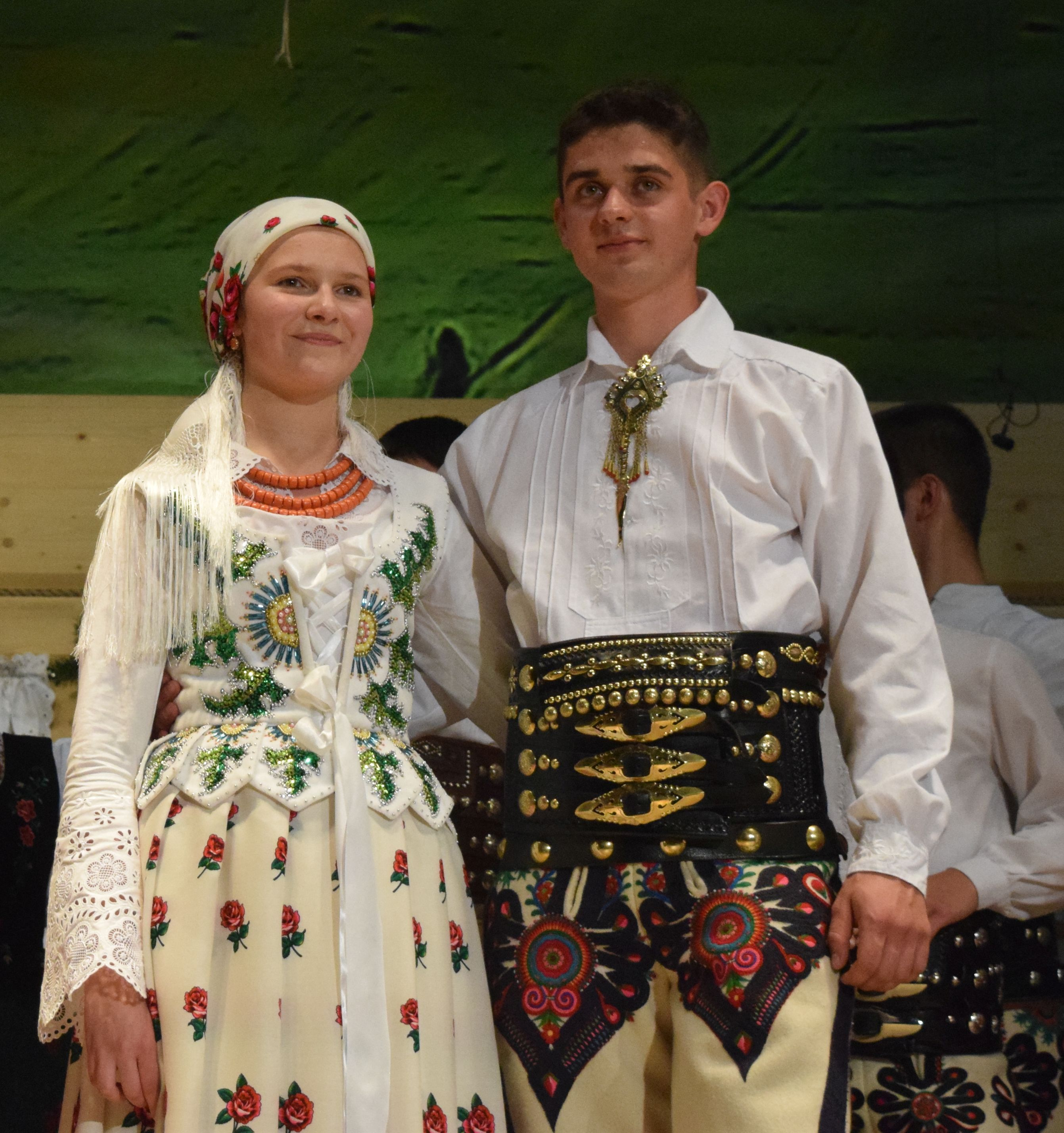
Costume populare din Podhale, broderie parzenica pe pantaloni bărbătești

Broderia parzenica (numită și cyfra) datează de la mijlocul secolului al XIX-lea. Inițial au fost simple șiruri de bucle, folosite pentru consolidarea croielilor de pe fața pantalonilor din pânză. Aveau funcții practice și protejau pânza de uzură. „Nodul cavaleresc” este un motiv decorativ pus în trei bucle de fire, caracteristic pentru costumul muntenilor de sex masculin,  adesea folosit ca bază pentru parzenica. Este unul dintre cele mai vechi tipuri de parzenica, prezent pe costum tradițional al muntenilor din Beskid Sądecki, Munții Gorce și din alte zone.
Aspectul modern al parzenica a fost creat de acei croitori care au început să folosească șiruri roșu sau bleumarin șir, mărind simultan numărul de bucle. Mai târziu, designul aplicat a fost înlocuit cu broderie. Folosirea firelor de lână a permis parzenica să devină mai colorate, devenind în cele din urmă ornament de pantaloni de sine stătător, dezvoltat de către croitori talentați și creatori de broderii.